# 吹奏楽のひびき
『吹奏楽のひびき』（すいそうがくの ひびき）は、NHK-FMで2008年4月6日から放送されている音楽番組である。

## 概要
吹奏楽にスポットを当てた音楽番組。前身番組にあたる「ブラスのひびき」が、ブラスバンド等も含めた管楽器による編成の音楽を幅広く取り上げたのとは異なり、当番組では、吹奏楽を中心に取り上げている。多くはないが、当番組でも、管楽器による編成の音楽を取り上げることがある。

## 歴代パーソナリティ
2008年4月6日 -
- 中橋愛生（） - 作曲家

2018年4月29日 -
- 下野竜也（） - 指揮者
  - 最終週に「マエストロ下野竜也の吹奏楽LOVE」として出演。

## テーマ曲
2008年4月6日 -
- 「三角の山 Konide」（酒井格）

## 放送時間
2008年4月6日 -
- 毎月最終週を除く日曜日 21:30 - 22:00

2010年4月4日 - 2011年3月
- 日曜日 08:15 - 09:00（再放送：翌週金曜 16:30 - 17:15）

2011年4月 - 2012年3月
- 日曜日 08:15 - 09:00（再放送：翌週木曜 10:00 - 10:45）

2012年4月 - 2015年3月
- 日曜日 08:10 - 09:00（再放送：翌週土曜 20:10-21:00）

2015年4月 - 2024年3月
- 日曜日 08:10 - 09:00 再放送が無くなる

2024年4月 -
- 日曜日 16:00 - 16:50

※ 2011年1月3日には海外向けのNHKワールド・ラジオ日本でも本番組が放送された。同年現在でもラジオ第1放送で国会中継（一部を除く）や放送権・電波運用面の都合で放送されないスポーツ中継（高校野球全国大会など）が組まれるときに限り、不定期放送されている。

## 放送日・内容
2008年
- 第1回（4月6日）：「世界のバンド - イーストマン・ウインド・アンサンブル」
- 第2回（4月13日）：「旧ソビエトの吹奏楽」
- 第3回（4月20日）：「新しい日本の吹奏楽 バンド維新」

注釈
4月27日は他の特番のため休止。